# Meister der Sklaven
Meister der Sklaven (Originaltitel: The Gamesters of Triskelion) ist die nach Ausstrahlungsreihenfolge 16. und nach Produktionsreihenfolge 17. Episode der zweiten Staffel der Science-Fiction-Fernsehserie Raumschiff Enterprise. Sie wurde in englischer Sprache erstmals am 5. Januar 1968 bei NBC ausgestrahlt. In Deutschland war sie zum ersten Mal am 14. März 1988 in einer synchronisierten Fassung bei Sat.1 zu sehen, nachdem das ZDF sie bei der deutschen Erstausstrahlung der Serie in den Jahren 1972 bis 1974 übergangen hatte.

## Handlung
Im Jahr 2268 bei Sternzeit 3211.7 befindet sich die Enterprise im Orbit um Gamma II. Captain Kirk, Kommunikationsoffizierin Uhura und Navigator Chekov wollen dort eine Routinekontrolle einer automatisierten Kommunikationsanlage durchführen. Doch bevor sie auf die Oberfläche gebeamt werden können, verschwinden sie plötzlich aus dem Transporterraum der Enterprise und finden sich an einem unbekannten Ort wieder. Dort werden sie von vier Personen angegriffen und, da ihre Phaser nicht funktionieren, recht schnell überwältigt.
Nun machen sie die Bekanntschaft eines Mannes namens Galt. Er erklärt, er sei der Meister der Sklaven des Planeten Triskelion. Kirk, Uhura und Chekov sollen den Rest ihres Lebens auf Triskelion verbringen, eine Ausbildung erhalten und zum Vergnügen der „Versorger“ Kämpfe bestreiten. Sie erhalten Halsringe und werden in ein Verlies geführt. Ein Fluchtversuch scheitert, denn Galt kann ihnen mithilfe der Halsringe starke Schmerzen zufügen. Gezwungenermaßen begeben sie sich in ihre Zellen. Nach einiger Zeit erhalten sie Besuch von ihren Trainern. Lars, der Uhura zugewiesen wurde, misshandelt sie, da sie sich ihm widersetzt.
Auf der Enterprise wird unterdessen nach dem Aufenthaltsort der vermissten Besatzungsmitglieder gesucht. Eine Fehlfunktion des Transporters kann ausgeschlossen werden und innerhalb des Sonnensystems von Gamma II können keine Spuren von ihnen ausgemacht werden. Ein vager Hinweis ergibt sich, als Fähnrich Jana Haines in einem Wasserstoffnebel eine Ionenspur findet, die ins über elf Lichtjahre entfernte Dreifach-Sternensystem M24 Alpha führt. Der erste Offizier Spock entschließt sich, dieser Spur zu folgen, obwohl Schiffsarzt McCoy und Chefingenieur Scott bezweifeln, dass die Vermissten eine so weite Strecke zurückgelegt haben sollen.
Auf Triskelion erhält Chekov Besuch von seiner Trainerin Tamoon und Kirk von seiner Trainerin Shahna. Kirk versucht sie über die Halsringe auszufragen, doch darüber will Shahna nicht reden. Er kann ihr aber entlocken, dass sie bereits ihr ganzes Leben auf Triskelion verbracht hat und ihre Mutter in einem Kampf starb. Ein Signal ruft zum Training. Als sich Kirk, Chekov und Uhura weigern, gegen einen anderen Sklaven zu kämpfen, will Galt an Kirk ein Exempel statuieren. Unbewaffnet und mit gefesselten Händen muss er gegen den hünenhaften Kloog antreten, der mit einer Peitsche auf ihn losgeht. Shahna verrät ihm eine Schwachstelle von Kloog und nachdem er sich von seinen Fesseln befreien kann, gelingt es Kirk tatsächlich, Kloog zu überwältigen. Nun lassen sich die Stimmen der Versorger hören und sie geben Gebote für die Neulinge ab. Schließlich werden die drei von Versorger 1 für 2000 Quatloos erworben. Galt macht ihnen klar, dass weiterer Ungehorsam von jetzt an mit dem Tod bestraft wird.
Als Kirk später allein mit Shahna einen Trainingslauf unternimmt, machen sie eine Pause bei einigen Ruinen. Hier stellt er ihr erneut Fragen und will mehr über die Versorger wissen. Alles, was sie ihm sagen kann, ist, dass sie „nicht wie wir“ sind. Für diese Worte wird sie sofort mittels ihres Halsrings bestraft. In der Hoffnung, dass ihn jemand hört, schreit Kirk, dass sie keine Schuld treffe und man stattdessen ihn bestrafen solle. Kirks Versorger findet dieses Mitleid interessant und beendet die Bestrafung. Shahna ist über Kirks Verhalten verwundert und er erklärt ihr, dass es bei den Menschen üblich ist, sich gegenseitig zu helfen. Nun kommen beide sich näher und küssen sich. Als sie wieder in der Zelle sind, nutzt Kirk Shahnas Zuneigung jedoch aus, um sie zu überwältigen und ihren Zellenschlüssel an sich zu bringen. Zusammen mit Chekov und Uhura wagt er einen Ausbruchsversuch, doch sie werden schnell von Galt entdeckt. Versorger 1 lässt sie bestrafen, aber nicht töten.
Inzwischen ist die Enterprise im Orbit von Triskelion eingetroffen. Spock kann Kontakt mit Kirk aufnehmen, doch die Versorger können leicht die Schiffssysteme lahmlegen. Kirk bezichtigt die Versorger, sie seien zu feige, sich persönlich zu zeigen. Da gestatten sie ihm, sie zu sehen. Er wird in eine unterirdische Kammer teleportiert und steht dort einer Glaskuppel gegenüber, in der sich drei körperlose Gehirne befinden. Sie erklären, ihre Spezies wäre einst humanoid gewesen und hätte sich zu dieser Form entwickelt. Die Sklavenkämpfe seien nun ihr einziger Lebensinhalt. Die Versorger hatten gehofft, die Menschen könnten frisches Blut in ihre Sklavenpopulation bringen, doch durch ihre Eigenwilligkeit haben sie sich als ungeeignet erwiesen, weshalb sie nun die Enterprise vernichten wollen. Kirk sieht seine einzige Chance in der Spielsucht der Versorger und bietet ihnen eine Wette an. Er und sein Team sollen gegen drei Gegner antreten. Wenn sie gewinnen, sollen sie und alle anderen Sklaven freigelassen werden. Wenn sie verlieren, soll den Versorgern die gesamte Mannschaft der Enterprise gehören. Die Versorger akzeptieren, verlangen aber, dass Kirk alleine gegen drei Gegner kämpft.
Der Kampf beginnt und Kirk steht Kloog, Lars und einem Andorianer gegenüber. Der Kampf wird auf Leben und Tod ausgetragen; wird ein Gegner nur verletzt, wird er ausgetauscht. Kirk kann Kloog und Lars ausschalten, doch den Andorianer verletzt er nur. An seine Stelle tritt jetzt Shahna, die sich dafür rächen will, von Kirk hintergangen worden zu sein. Kirk kann sie schließlich überwältigen und sie ergibt sich. Die Versorger halten ihr Wort und lassen alle Sklaven frei. Kirk erklärt Shahna, dass seine Zuneigung ehrlich war und dass sie nun auf Triskelion viel zu lernen habe. Dann kehrt er mit Uhura und Chekov zurück auf die Enterprise.

## Besonderheiten

### Verbindungen zu anderen Star-Trek-Produktionen
Einige Elemente aus dieser Folge wurden in späteren Star-Trek-Produktionen wieder aufgegriffen:
- Dass Hauptfiguren einer Serie gefangen genommen und zum Kämpfen gezwungen werden, kommt auch in der Raumschiff-Enterprise-Folge Brot und Spiele, in den Folgen 5.14 und 5.15 (Die Schatten der Hölle und Im Lichte des Infernos) von Star Trek: Deep Space Nine aus dem Jahr 1997 sowie in der Doppelfolge 4.18–19 (Das Tötungsspiel) von 1998 und in Folge 6.18 (Tsunkatse) von 2000 aus der Serie Star Trek: Raumschiff Voyager vor.
- Der Planet Triskelion findet Erwähnung in mehreren Folgen von Raumschiff Enterprise – Das nächste Jahrhundert und Star Trek: Deep Space Nine.

### Sonstiges
Körperlose Gehirne, die sich eine Sklavenpopulation halten, wurden bereits in Folge 1.25 (The Velvet Web) der britischen Science-Fiction-Serie Doctor Who von 1964 gezeigt.

## Produktion

### Drehbuch
Im ursprünglichen Drehbuchentwurf sollte statt Chekov Sulu zum Außenteam gehören. Sulus Darsteller George Takei war aber verhindert, da er im Film Die grünen Teufel mitspielte, dessen Dreharbeiten sich mit der Produktion von Meister der Sklaven überschnitten.

### Regie
Gene Nelson wurde als erster neuer Regisseur für die zweite Staffel engagiert. Alle vorangegangenen Folgen wurden von Regisseuren inszeniert, die bereits an der ersten Staffel mitgewirkt hatten. Obwohl seine Arbeit positiv aufgenommen wurde, blieb dies Nelsons einzige Regiearbeit für Raumschiff Enterprise.

### Darsteller
Joseph Ruskin, Darsteller von Galt, spielte später noch zwei Gastrollen in drei Folgen von Star Trek: Deep Space Nine, einen Son’a-Offizier im Spielfilm Star Trek: Der Aufstand, einen vulkanischen Meister in Folge 5.13 (Schwere) von Star Trek: Raumschiff Voyager und einen Suliban-Arzt im Pilotfilm Aufbruch ins Unbekannte von Star Trek: Enterprise.
Dick Crockett, der hier einen Andorianer spielt, war auch Stunt-Koordinator der Folge. Er wirkte auch als Stuntdouble für William Shatner in der Folge Die Spitze des Eisberges und als Statist in Kennen Sie Tribbles?.
Bart LaRue, Walker Edmiston und Robert C. Johnson, die Sprecher der Versorger, wurden nicht in den Credits der Folge genannt. Alle drei hatten auch in mehreren weiteren Folgen von Raumschiff Enterprise Sprechrollen.

### Kulissen
Die Ruinen-Kulisse wurde aus der Folge Das Letzte seiner Art wiederverwendet. Einige Felsen-Kulissen kamen bereits in Tödliche Wolken zum Einsatz.

## Adaptionen
James Blish schrieb eine Textfassung von Meister der Sklaven, die auf Englisch erstmals 1977 in der Geschichtensammlung Star Trek 12 erschien. Die deutsche Übersetzung erschien 1978.
Jenny Parks verarbeitete Meister der Sklaven als eine von mehreren Raumschiff-Enterprise-Episoden in ihrem 2017 erschienenen Buch Star Trek Cats, in dem die Hauptfiguren der Serie als Katzen dargestellt werden.

## Rezeption
Don Kaye erstellte 2017 für die Website Den of Geek eine Liste von 15 Raumschiff-Enterprise-Folgen, die zwar allgemein als schlecht gelten, aber dennoch einen gewissen Charme besitzen. Meister der Sklaven führte er hierbei auf Platz 12.
Christian Blauvelt listete Meister der Sklaven 2022 auf hollywood.com in einem Ranking aller 79 Raumschiff-Enterprise-Folgen auf Platz 52.

## Parodien und Anspielungen
Im Film Magic Movie von 1988 ist ein Poster von Angelique Pettyjohn als Shahna zu sehen.
In Folge 5.15 (Homer, der Weltraumheld) der Zeichentrickserie Die Simpsons von 1994 wird der Kampf in der Arena von Triskelion als Teil des Astronautentrainings von Homer Simpson und Barney Gumble parodiert. In Folge 26.10 (Der Mann, der als Dinner kam) von 2015 wird im Abspann die Szene mit Kirk vor den Gehirnen mit Homer Simpson nachgestellt.
In Folge 3.12 (Vorsicht vor dem wahren Leben) der Zeichentrickserie South Park von 1999 wird die Unterhaltung zwischen Kirk und Shahna parodiert.
Die Folge 2.17 (Krieg auf Spheron Eins) der Zeichentrickserie Futurama kommen körperlose Gehirne vor, die große Ähnlichkeit mit den Versorgern aus Meister der Sklaven haben. Die Folge 4.12 (Der letzte Trekki) von 2002 parodiert zahlreiche Folgen von Raumschiff Enterprise. Unter anderem wird hier Meister der Sklaven als eine der Folgen von Raumschiff Enterprise genannt, in denen ein Kampf auf Leben und Tod vorkommt.
In Folge 1.01 (Brüder wider Willen) der Comedyserie Drake & Josh von 2004 wettet ein Kind 40 Quatloos auf den Neuling.
In Folge 3.04 (Vierecksbeziehung) der Serie Californication von 2009 wird die Währung Quatloos erwähnt.
In Folge 6.10 (Der beste Tag seines Lebens) der Krimiserie Criminal Minds von 2010 wird die Folge Meister der Sklaven erwähnt.
Folge 9.20 (Odyssee im Albtraum) der Krimiserie CSI: Vegas enthält zahlreiche Anspielungen auf Star Trek. Unter anderem werden Szenen mit Kirk und Shahna aus Meister der Sklaven parodiert.
In Folge 2.05 (On a Night Like This) der Science-Fiction-Serie Pandora von 2020 werden Menschen entführt und zu Kämpfen gezwungen. Zudem kommt in der Folge eine Figur namens Triskelion vor.